# Henry's Dress
Henry's Dress was een Amerikaanse noisepopband uit Albuquerque.

## Bezetting
- Amy Linton[3] (zang, gitaar, drums)
- Matt Hartman[4] (zang, gitaar, drums)
- Hayyim Sanchez[5] (basgitaar)

## Geschiedenis
De in 1993 geformeerde band bestond uit Amy Linton (later The Aislers Set) en Matt Hartman, die beiden optraden als zanger, gitarist en drummer op verschillende tijden, en bassist Hayyim Sanchez. Ze stonden onder contract bij Slumberland Records totdat ze werden ontbonden in 1996.

## Discografie
- 1993: 1620 (7", Wish I Was a Slumberland Record)
- 1994: Astronautical Music Festival (split 7" w/ Tiger Trap, Slumberland Records)
- 1995: Henry's Dress (10", Slumberland Records)
- 1995: All This Time for Nothing (split 7" w/ Flake)
- 1996: Bust 'em Green (lp, Slumberland Records)
- 1996: Over 21 (split 7" w/ Rocketship, Wish I Was a Slumberland Record)